# George Lott
George Martin Lott, Jr, né le 16 octobre 1906 à Springfield dans l'Illinois et mort le 2 décembre 1991  à Chicago, est un joueur de tennis américain.

## Carrière
George Lott était parmi les meilleurs joueurs de double-messieurs de son époque, remportant huit tournois du Grand Chelem dans cette discipline dont cinq Internationaux des États-Unis (1928 avec John Hennessey, 1929 et 1930 avec John Doeg, 1933 et 1934 avec Lester Stoefen) en plus de Roland-Garros (1931 avec John Van Ryn) et de Wimbledon (1931 avec John Van Ryn, 1934 avec Les Stoefen). Il est parvenu aussi en finale aux Internationaux des États-Unis en 1930 et à Wimbledon en 1931.
Il a remporté quatre épreuves de double-mixte : trois Internationaux des États-Unis (1929, 1931 avec Betty Nuthall, 1934 avec Helen Jacobs) et un Wimbledon (1931 avec Anna McCune Harper). Il a joué également une finale aux Internationaux des États-Unis en 1933.
Il a disputé plusieurs campagnes de Coupe Davis de 1928 à 1931, puis en 1933 et 1934. Il est resté invaincu dans les onze matchs de double qu'il a disputés.
Il a fait partie des dix meilleurs joueurs américains neuf fois entre 1924 et 1934, atteignant le second rang en 1931. C'est cette année qu'il parvient en finale des Internationaux des États-Unis où il est battu par Ellsworth Vines en quatre manches 7–9 6–3 9–7 7–5. Il est le premier joueur à avoir gagné quatre titres à Cincinnati (1924, 1925, 1927, 1932), égalé plus tard par Bobby Riggs, Mats Wilander et Roger Federer.
Il est devenu professionnel en 1934, le privant de possibilité de disputer d'autres tournois du Grand Chelem.
Après sa carrière de joueur, il est devenu entraîneur à l'Université DePaul.
Il est membre du International Tennis Hall of Fame depuis 1964.